# مدیسون ایسمن
مَدیسون آیسمن (به انگلیسی: Madison Iseman) (زاده ۱۴ فوریه ۱۹۹۷) یک بازیگر آمریکایی است. او برای بازی در مجموعه تلویزیونی کمدی هنوز هم پادشاه، که در آن نقش شارلوت، دختر شخصیت بیلی ری سایرس، شناخته می‌شود. بیشتر معروفیت وی برای بازی در نقش‌های مری آلن در آنابل به خانه می‌آید و سارا کوئین در مورمور۲: هالووین جن‌زده و بتانی واکر در جومانجی: به جنگل خوش آمدید است.

## زندگی و حرفه
آیسمن اهل میرتل بیچ، کارولینای جنوبی است. او دختر سوزان و جان آیسمن، که هردو دندان‌پزشک هستند، است. او برای بازی در سریال هنوز هم پادشاه؛ چهار آزمون بازیگری را موفق پشت سر گذاشت. نقش های ابتدایی او از جمله خانواده مدرن و هنری خطر بودند.

## فیلم‌شناسی
| سال  | عنوان                      | نقش         | پاینویس        |
| ---- | -------------------------- | ----------- | -------------- |
| ۲۰۱۳ | فرصت مجدد                  | چریتی       |                |
| ۲۰۱۳ | او رها خواهد شد            | سم          | فیلم کوتاه     |
| ۲۰۱۴ | خانواده امروزی             | سم          | قسمت مارکوپولو |
| ۲۰۱۵ | داستان‌های هالووین          | لیزی        |                |
| ۲۰۱۶ | گذاشته در آمریکا           | کایلی       |                |
| ۲۰۱۶ | چهل و هشت ساعت تا زندگی    | شرلین       |                |
| ۲۰۱۷ | جومانجی: به جنگل خوش آمدید | بتانی واکر  |                |
| ۲۰۱۷ | نشانه زیبا                 | پم          |                |
| ۲۰۱۸ | مورمور۲: هالووین جن‌زده     | سارا کوئین  |                |
| ۲۰۱۹ | آنابل به خانه می‌آید        | مری آلن     |                |
| ۲۰۱۹ | جومانجی: مرحله بعدی        | بتانی واکر  |                |
| ۲۰۱۹ | دختران یاغی                | نات         |                |
| ۲۰۲۰ | شکارچی روباه               | لیلی اوکانر |                |
| ۲۰۲١ | ترس از باران               |             |                |
| ٢٠٢٣ | شوالیه های زودیاک          | سینا/آتنا   |                |